# Couvent des Cordeliers de Dinan

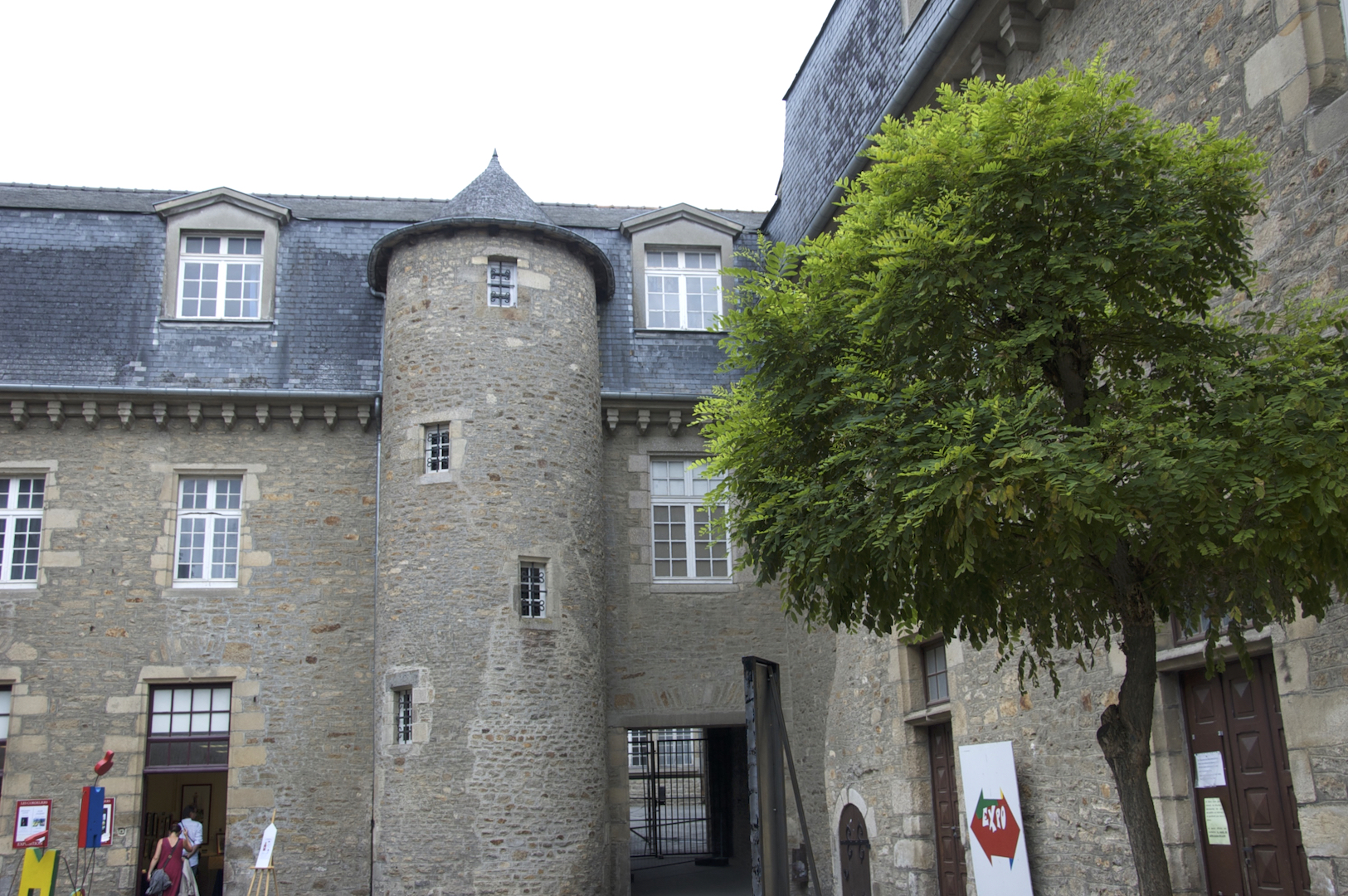
Cour intérieure des cordeliers

Le couvent des cordeliers est un monument religieux datant du XIIIe siècle bâti par Henry d'Avaugour seigneur de Dinan . Cet édifice est situé dans la ville de Dinan, dans les Côtes-d'Armor. Le couvent abrite aujourd'hui le collège-lycée privé catholique des Cordeliers.

## Historique
Entre 1247 et 1249, les Franciscains (ou Cordeliers) s'installent à Dinan. En 1278, Henri d'Avaugour prit l’habit de moine, s'y retira et y fut enterré. Le couvent fut bâti sur les ruines d'un château appartenant à la famille d'Avaugour seigneurs de Dinan à la suite d'un vœu qu'il avait fait en Terre sainte.  Son fils, Alain II d'Avaugour, poursuivit l'édification de cet établissement religieux.  
Composé à l'origine d'une dizaine de frères, le couvent s'étoffe au fil des années pour atteindre la trentaine de religieux aux XVe et XVIe siècles.
- 1251 : construction du couvent des Frères Cordeliers, placé sous le patronage de Notre-Dame des Vertus.
- Au XIVe siècle siècles, le "Duc de Bretagne" Charles de Blois fit de nombreux dons au couvent qui put donc se développer. Il y fit construire de nouvelles salles, des cloitres et acquit de multiples peintures et tapisseries. Une de ces peintures fut à l'origine d'un miracle. Charles de Blois avait fait peindre  un tableau représentant saint François d'Assise et lui-même. Jean IV ordonna de faire disparaitre l'image, un chevalier de sa suite frappa d'un coup d'estoc le tableau et du sang se mit à couler de la toile. Plus de mille personnes constatèrent ce fait. Aujourd'hui un vitrail de la chapelle de l'école rappelle cet évènement.
- 1804 : l’abbé Berthier, de retour des pontons de Rochefort, s’installe dans le monastère des Cordeliers pour y poursuivre la tradition du collège ecclésiastique.
- 1904 : Bénédiction de la nouvelle chapelle construite par le Supérieur, l'abbé Le Fer de la Motte, futur évêque de Nantes.
- 1907 : à la suite de la loi sur la séparation de l’Église et de l’État,	c’est l’expulsion.
- 1933 : sous le supériorat du chanoine Meinser (1914-1961) rachat des bâtiments.
- 1934-1935 : grands travaux de restauration.
- 1956 : construction du bâtiment Saint-Joseph.
- 1961 : construction du bâtiment Notre-Dame.
- 1989 : rénovation de l’internat, des cuisines, du CDI, des laboratoires, du bâtiment collège, mise aux normes de sécurité. Création du laboratoire de langues et de l’espace multimédia[3].

Dans la seconde moitié du XIVe et du XVe siècle, les Franciscains font réaliser d'importants travaux, à commencer par l'édification d'un porche monumental, orné de pilastres et coiffé de cordelières. Une galerie de niches à statues couronne l'ensemble. Le grand cloître, bordé par un vaste déambulatoire, desservait les différents espaces, à commencer par les salles capitulaires, qui abrita les États de Bretagne.
Prospère et dynamique jusqu'au XVIIIe siècle, le couvent n'abrite plus que sept religieux au moment de la Révolution. Fermé en 1791 puis vendu comme bien national, le couvent est racheté en 1807 par l'abbé Berthier.
Depuis 1804, le monument est devenu un lieu d'enseignement privé catholique. Celui-ci regroupe un collège et un lycée.

## Élèves prestigieux
- Robert Surcouf (1773-1827) : corsaire et armateur français chevalier de la légion d'honneur
- François-René de Chateaubriand (1768-1848) : écrivain, ministre, académicien et ambassadeur de France. (élève du collège des Laurents devenu collège des Cordeliers après la Révolution française )
- Eugène Le Fer de La Motte (1867-1936) : prélat français, évêque de Nantes de 1914 à 1935
- Charles Poirier dit Jean Cordelier : écrivain français choisit son nom de plume en souvenir de ses études.
- Jean Grémillon (1901-1959) : réalisateur et scénariste français.
- Constant Monjaret (1922-2002) : homme politique français.
- Michel le Prévost (1924-1944) : résistant français.
- Dr Yves Cotrel (1925-2019) : inventeur français de l'instrumentation Cotrel-Dubousset
- Olivier Gabet (1976-) : conservateur général du patrimoine et  historien de l'art, Officier de l'ordre des Arts et des Lettres.
- Hervé Berville (1990-) : député de la deuxième circonscription des côtes d’Armor de 2017 à 2022, puis secrétaire d'état à la mer à partir du 4 juillet 2022, commandeur de l'ordre du mérite maritime.

## Mobiliers Liturgiques
Argenterie :
- Sept calices
- Deux croix
- Quatre chandeliers
- Un bénitier (avec son goupillon)
- Un encensoir (avec sa navette)
- Deux ostensoirs
- Deux ciboires

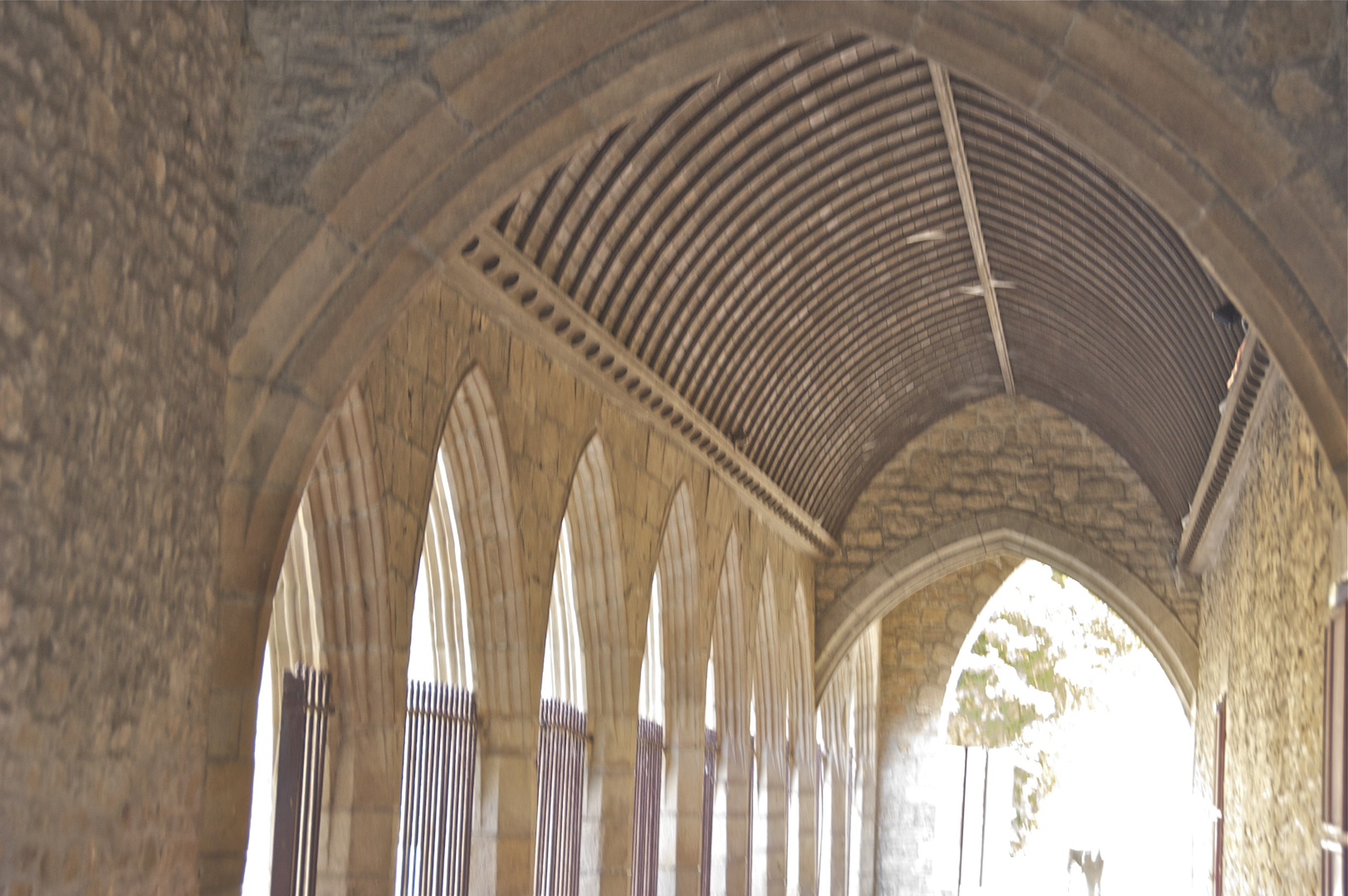
Déambulatoire

- Deux burettes accompagnées de leurs plateaux
- Une lampe de taille modeste
- Un reliquaire[4]

## Protection
Son portail est classé monument historique depuis 1930.